# Franciscaines servantes de Marie
Les franciscaines servantes de Marie sont une congrégation religieuse féminine enseignante et hospitalière de droit pontifical.

## Histoire
Le 10 octobre 1852, Marie-Virginie Vaslin (1820-1873) commence une œuvre d'assistance à Blois auprès des femmes domestiques, en créant un foyer pour les accueillir lorsqu'elles sont sans travail, malades ou âgées. Le 25 mars 1856, jour de l’Annonciation, Marie-Virginie ainsi qu’une de ses amies, Émélie Crosnier, prononcent leurs vœux et reçoivent l'habit religieux des mains de Louis-Théophile Pallu du Parc, évêque de Blois. Le 17 septembre 1864, la communauté adopte la règle du Tiers-Ordre régulier de saint François ainsi que les constitutions rédigées par le capucin Ambroise de Bergerac. La congrégation prend alors officiellement le nom de Franciscaines servantes de Marie tandis que la fondatrice prend celui de Mère Marie Sainte-Claire.
L'institut reçoit le décret de louange le 17 décembre 1901, il est agrégé aux Frères mineurs capucins le 28 juin 1926. Les constitutions religieuses sont définitivement approuvées par le Saint-Siège le 30 mai 1957.
La cause de béatification de la fondatrice est ouverte en 2013.

## Fusion
- 1966 : Les Franciscaines de l'Immaculée Conception fondées en 1836 à Champfleur (Sarthe) par l'abbé Fouchet. Elles sont cloîtrées, récitent l'office divin et s'occupent de l'enseignement des filles avec un orphelinat et un pensionnat[2]. En 1966, la congrégation fusionne avec les Franciscaines Servantes de Marie[5].

## Activités et diffusion
Les sœurs se consacrent auprès des femmes en état de service et des jeunes défavorisés.
Elles sont présentes en:
- Europe : France, Italie.
- Afrique : Madagascar, Tchad.
- Asie : Inde.

La maison-mère est à Blois.
En 2017, la congrégation comptait 466 religieuses dans 74 maisons.